# 马特乌什·维特斯卡
马特乌什·维特斯卡（波蘭語：Mateusz Wieteska，1997年2月11日—），波兰男子足球运动员，司职后卫。現時被意甲球隊卡利亞里外借至希臘足球超級聯賽球隊PAOK。波蘭國家足球隊成員。他曾代表波兰国家队参加2022年国际足联世界杯，结果队伍止步十六强赛。